# Мангейм (футбольный клуб)
«Мангейм» (нем. VfR Mannheim) — немецкий футбольный клуб из города Мангейм, в федеральной земле Баден-Вюртемберг. Основан в 1911 году в результате слияния трёх городских клубов: «Mannheimer Fußball Gesellschaft 1896», «Mannheimer VfB Union» и «Fussball Club Viktoria 1897». Большую часть своей истории команда играла в любительских дивизионах, за исключением короткого периода успеха.

## История
После объединения футбольных команд Мангейма новоявленный клуб принимал участие в лиге округа Оденвальд (1922 год) и в районной лиге Рейна (1925 год). Но так и не вышел из отборочного тура национального чемпионата. Команда болталась в середине таблицы, а с конца 20-х, начала 30-х, выступала в районной лиге Рейн-Саар.
После прихода к власти нацистского режима, «Мангейм», начал играть в реорганизованном турнире, Гаулиге Баден. В довоенную эпоху и во время Второй мировой войны клуб зарекомендовал себя как «крепкого середняка» с претензиями на трофеи. Однако, команда так и не смогла воплотить свой успех в награды. Высшим достижением тех лет было поражение в четвертьфинале кубка Германии 1943 года от «Саарбрюккен» со счётом 2:3.
В послевоенные годы Мангейм выступал в Оберлиге Зюд, не демонстрируя выдающихся результатов. Успех к клубу пришёл в 1949 году, когда «Мангейм» стал чемпионом Германии, по ходу сезона переиграв такие топ-клубы, как «Гамбург» (5:0) и дортмундскую «Боруссию» (3:2). Это было наивысшим достижением в истории. Начиная со следующего сезона началось постепенное снижение клуба по структуре лиг.
После десяти лет неуверенной игры в середине таблицы, клуб свалился в третью футбольную лигу. Несмотря на финансовые проблемы, в 1998 и повторно в 2003 году, «Мангейм» отверг предложение о слиянии с ещё одним городским клубом, «Вальдхоф». После этого клуб был лишён профессиональной лицензии и отправлен в 5 футбольную лигу. В сезоне 2007/08 Мангейм занял 16 место, чудом избежав вылета, имея одинаковое количество очков с 17-й командой, но опережая её по дополнительным показателям.

## Достижения
- Чемпион Германии: 1949.
- Чемпион западной районной лиги: 1910, 1911, 1913, 1914.
- Чемпион районной лиги Оденвальд: 1922.
- Чемпион окружной лиги Рейн: 1915, 1926.
- Чемпион Гаулиги Баден: 1935, 1938, 1939, 1943, 1944.
- Чемпион Южной германской лиги: 1925.
- Обладатель Южного немецкого кубка: 1959.
- Вице-чемпион немецкой любительской лиги: 1996.
- Чемпион 3 футбольной лиги: 1973, 1976.
- Чемпион 4 футбольной лиги: 2004.